# Karl Wilhelm Pohlke
Karl Wilhelm Pohlke (28 de enero de 1810 - 27 de noviembre de 1876) fue un pintor alemán que estableció una importante formulación geométrica, fundamental para las proyecciones axonométricas: el Teorema de Pohlke. 

## Vida
Pohlke fue alumno de Wilhelm Hensel en la Königlich Preussischen Akademie de Berlín, donde participó en su primera exposición en 1832. Después de terminar sus estudios, se ganó la vida durante algunos años pintando paisajes y enseñando a dibujar en perspectiva en privado. En 1835 viajó a Francia y perfeccionó su técnica en la École des Beaux-Arts con Louis Étienne Watelet y con Léon Cogniet. En 1843 se fue a Italia durante diez años, y regresó a Berlín en 1845, donde obtuvo un nombramiento como profesor en la Academia de arquitectura de Berlín y en 1860 fue promovido a profesor titular de geometría descriptiva y perspectiva. 
Entre 1860 y 1876 publicó un libro de texto sobre geometría descriptiva, que consta de dos volúmenes, donde presentó (en el primer volumen) su declaración, más tarde llamada "Teorema de Pohlke" sobre las proyecciones axonométricas:
| "Cualesquiera tres segmentos rectos {\displaystyle {\overline {O}}{\overline {U}},{\overline {O}}{\overline {V}},{\overline {O}}{\overline {W}}} situados en el mismo plano y no alineados entre sí, pueden considerarse como la proyección paralela de las tres aristas de un cubo {\displaystyle OU,OV,OW}" |

Este teorema es la justificación matemática de un método de dibujo comúnmente usado y es una contribución notable de un artista a las matemáticas.

## Trabajos seleccionados

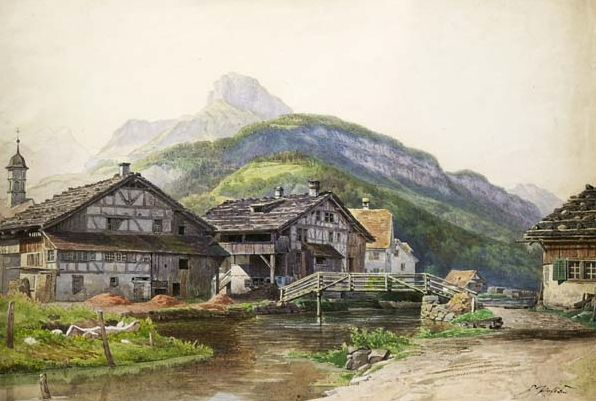
Brunnen am Vierwaldstätter See

### Libro
- Zehn Tafeln zur darstellenden Geometrie. Gaertner-Verlag, Berlín 1876 (Google Books)
  - 1st volume: Darstellung der geraden Linien und ebenen Flächen,so wie der aus ihnen zusammengesetzten Gebilde, vermittelst der verschiedenen Projektionsarten
  - 2nd volume: Darstellung einiger krummer Linien und krummen Flächen

### Pinturas
- Brunnen am Vierwaldstätter See,
- Blick auf Glienicke, at Palacio de Glienicke, Berlín